# Krvavica (ruralna cjelina)
Ruralna cjelina Krvavica , ruralna cjelina u sklopu mjesta Krvavice, u općini Baškoj Vodi.

## Povijest
Naselje Krvavica nastalo je krajem 18. stoljeća doseljavanjem obitelji Andrijašević i Beroš (ević) iz Podgore. Smješteno je ispod stare Jadranske magistrale, uz put za Bratuš. Kuće su građene na kosom terenu, s orijentacijom S-J, a dograđivane su rastom obitelji. Uz njih su potleušice, „kužine“, s vanjskom krušnom peći. U selu se uz stambene objekte nalaze i gospodarski objekti s tijeskom za masline i grožđe. Kuće su građene od kamena u „živo“. Krovovi su dvostrešni i uglavnom pokriveni kamenim pločama. Stambeni objekti su rađeni na jedan ili dva kata. Solar je najčešće na južnoj strani, konoba ima vrata na luk. Prozorski otvori se zatvaraju škurama.

## Zaštita
Pod oznakom RST-0894-1976. zavedena je kao nepokretno kulturno dobro - kulturno-povijesna cjelina, pravna statusa zaštićena kulturnog dobra.